# Jay Chattaway
Jay Chattaway (* 8. Juli 1946 in Monongahela, Pennsylvania) ist ein US-amerikanischer Komponist für Filmmusiken.

## Star Trek
Jay Chattaway fungierte seit der vierten Staffel von Raumschiff Enterprise: Das nächste Jahrhundert als Komponist für zahlreiche Star-Trek-Episoden. Auch komponierte er für Star Trek: Deep Space Nine, Star Trek: Raumschiff Voyager und Star Trek: Enterprise.

## Filmografie (Auswahl)
- 1980: Maniac
- 1983: Chicago Cop (The Big Score)
- 1984: Missing in Action
- 1985: Der Werwolf von Tarker Mills (Silver Bullet)
- 1985: Invasion U.S.A.
- 1988: Maniac Cop
- 1988: Braddock – Missing in Action 3 (Braddock: Missing in Action III)
- 1989: Red Scorpion
- 1989: Der Sunset-Killer (Relentless)
- 1990: Maniac Cop 2
- 1990: The Ambulance

## Filmpreise
Achtmal in Folge, zwischen 1995 und 2002, wurde Chattaway mit dem ASCAP-Award ausgezeichnet, und einmal mit dem Emmy. Fünf weitere Male war er für den Emmy nominiert.